# Característica
En matemàtiques, la característica d'un anell A, generalment denotada carac(A) o char(A), és el nombre més petit de vegades tal que hom ha de sumar l'element neutre de la multiplicació (1) amb ell mateix per tal d'aconseguir l'element neutre de la suma (0). Es diu que un anell té característica zero si aquesta suma mai no assoleix aquest element neutre 0. Dit d'una altra manera, carac(A) és el nombre natural n més petit tal que 
{\displaystyle \underbrace {1+...+1} _{n{\text{ sumands}}}=0}
en cas que aquest nombre existeixi, i 0 altrament.
La característica també es pot prendre com l'exponent del grup additiu de l'anell, és a dir, el nombre natural n més petit tal que
{\displaystyle \underbrace {a+...+a} _{n{\text{ sumands}}}=0}
se satisfà per a tots els elements a de l'anell (un altre cop, si n existeix, altrament la característica és 0). Alguns autors no inclouen l'element neutre del producte com a condició per definir un anell i, per tant, aquesta definició és la que s'ajusta en aquest cas. En el cas d'existència d'aquest element neutre, és evident que les dues definicions són equivalents gràcies a la propietat distributiva dels anells.
Altres definicions equivalents inclouen prendre com a característica el nombre natural n tal que nℤ és el nucli d'un homomorfisme d'anells de ℤ a A, o tal que A conté un subanell isomorf a l'anell ℤ/nℤ, el qual seria la imatge d'aquest homomorfisme. Les condicions necessàries per un homomorfisme d'anells són tals que només pot haver-hi un sol homomorfisme de l'anell dels nombres enters. En el llenguatge de teoria de categories, ℤ és un objecte inicial de la categoria d'anells. Un altre cop, això segueix la convenció que un anell té element neutre de la multiplicació i que els homomorfismes d'anells el deixen invariant.